# Zosterops albogularis
Zosterops albogularis là một loài chim trong họ Zosteropidae.